# Società Sportiva Calcio Palermo 1979-1980
Questa voce raccoglie le informazioni riguardanti la Società Sportiva Calcio Palermo nelle competizioni ufficiali della stagione 1979-1980.

## Stagione
Al settimo anno consecutivo in Serie B, il Palermo ottiene un tranquillo 9º posto con 38 punti in 38 partite giocate. L'allenatore rosanero di questa stagione è Giancarlo Cadè. Nel suo Palermo segnano tutti, sono ben tredici i calciatori del Palermo che vanno in rete, così nessuno eccelle nelle realizzazioni, il migliore marcatore è un difensore Fausto Silipo con 6 reti. Viene chiuso con questa stagione a Palermo il decennio di presidenza di Renzo Barbera. Sono salite in Serie A il Como, la Pistoiese ed il Brescia. Sono retrocesse in Serie C1 la Sambenedettese, la Ternana, il Parma ed il Matera.
In Coppa Italia la squadra rosanero viene eliminata nel secondo girone di qualificazione, disputato prima del campionato, e vinto dal Torino che accede ai Quarti di finale della manifestazione.
Per il calcio italiano è una stagione da ricordare per i suoi risvolti extra calcistici, per lo scandalo delle partite truccate. Il processo sportivo ha declassato in Serie A il Milan e la Lazio retrocesse in Serie B, per il Milan è la prima volta nella sua storia, e penalizzato per la prossima stagione con 5 punti Perugia, Bologna ed Avellino. In Serie B il Palermo ed il Taranto sono stati coinvolti nello scandalo e ritenuti colpevoli di illecito sportivo, per cui dovranno prendere il via nel prossimo campionato con 5 punti di penalizzazione.

## Rosa
| N. |                   | Ruolo | Calciatore             |
| -- | ----------------- | ----- | ---------------------- |
|    | Italia (bandiera) | P     | Lorenzo Frison         |
|    | Italia (bandiera) | P     | Ruggero Casari         |
|    | Italia (bandiera) | D     | Paolo Ammoniaci        |
|    | Italia (bandiera) | D     | Fausto Silipo          |
|    | Italia (bandiera) | D     | Mauro Di Cicco         |
|    | Italia (bandiera) | D     | Violante Silvio Iozzia |
|    | Italia (bandiera) | D     | Salvatore Zammitti     |
|    | Italia (bandiera) | C     | Massimo De Stefanis    |
|    | Italia (bandiera) | C     | Pasqualino Borsellino  |
|    | Italia (bandiera) | C     | Fabrizio Larini        |

| N. |                   | Ruolo | Calciatore           |
| -- | ----------------- | ----- | -------------------- |
|    | Italia (bandiera) | C     | Francesco Brignani   |
|    | Italia (bandiera) | C     | Ignazio Arcoleo      |
|    | Italia (bandiera) | C     | Gian Piero Gasperini |
|    | Italia (bandiera) | C     | Felice Vermiglio     |
|    | Italia (bandiera) | A     | Giampaolo Montesano  |
|    | Italia (bandiera) | A     | Alberto Bergossi     |
|    | Italia (bandiera) | A     | Riccardo Maritozzi   |
|    | Italia (bandiera) | A     | Gaetano Montenegro   |
|    | Italia (bandiera) | A     | Andrea Conte         |
|    | Italia (bandiera) | A     | Guido Magherini      |

## Risultati

### Serie B

#### Girone di andata
| Arbitro: | Terpin (Trieste) |

|                                           |           |  |
| Magherini 11’ Maritozzi 33’ Montesano 50’ | Marcatori |  |

| Arbitro: | Facchin (Udine) |

|           |           |  |
| Luppi 52’ | Marcatori |  |

| Arbitro: | Prati (Parma) |

|                              |           |  |
| Silipo 18’, 23’ A. Conte 64’ | Marcatori |  |

| Arbitro: | Colasanti (Roma) |

|                             |           |  |
| Montesano 15’ Magherini 78’ | Marcatori |  |

| Arbitro: | Falzier (Treviso) |

|  |           |                                   |
|  | Marcatori | 26’ Bergossi 69’ (rig.) Magherini |

| Arbitro: | Mascia (Milano) |

|            |           |                            |
| Caccia 60’ | Marcatori | 42’ Bergossi 58’ Magherini |

| Arbitro: | Parussini (Udine) |

|            |           |                |
| Silipo 56’ | Marcatori | 20’ D. Ferrari |

| Bergamo 4 novembre 1979 8ª giornata | Atalanta        | 0 – 0 | Palermo | Stadio Comunale\| Arbitro: \| Menegali (Roma) \| |
| Arbitro:                            | Menegali (Roma) |       |         |                                                  |

| Palermo 11 novembre 1979 9ª giornata | Palermo          | 0 – 0 | Sambenedettese | Stadio La Favorita\| Arbitro: \| Vitali (Bologna) \| |
| Arbitro:                             | Vitali (Bologna) |       |                |                                                      |

| Arbitro: | Benedetti (Roma) |

|                                |           |  |
| Bergamaschi 73’ Cantarutti 89’ | Marcatori |  |

| Palermo 25 novembre 1979 11ª giornata | Palermo               | 0 – 0 | Lanerossi Vicenza | Stadio La Favorita\| Arbitro: \| Ballerini (La Spezia) \| |
| Arbitro:                              | Ballerini (La Spezia) |       |                   |                                                           |

| Arbitro: | Milan (Treviso) |

|                   |           |           |
| B. Mutti 28’, 86’ | Marcatori | 7’ Silipo |

| Arbitro: | Castaldi (Vasto) |

|            |           |                          |
| Quadri 24’ | Marcatori | 30’ Silipo 67’ Gasperini |

| Arbitro: | Patrussi (Arezzo) |

|  |           |                                          |
|  | Marcatori | 11’, 39’ (rig.) F. Vincenzi 69’ Blangero |

| Arbitro: | Magni (Bergamo) |

|                                     |           |               |
| Ammoniaci 41’ (aut.) Pedrazzini 64’ | Marcatori | 23’ Magherini |

| Palermo 6 gennaio 1980 16ª giornata | Palermo                      | 0 – 0 | Como | Stadio La Favorita\| Arbitro: \| Agnolin (Bassano del Grappa) \| |
| Arbitro:                            | Agnolin (Bassano del Grappa) |       |      |                                                                  |

| Arbitro: | Tonolini (Milano) |

|            |           |               |
| Tacchi 49’ | Marcatori | 61’ Montesano |

| Arbitro: | Menicucci (Firenze) |

|               |           |             |
| Borsellino 1’ | Marcatori | 47’ Bacchin |

| Arbitro: | Tani (Livorno) |

|                             |           |               |
| Capuzzo 51’ Ca. Gentile 64’ | Marcatori | 50’ Montesano |

#### Girone di ritorno
| Lecce 3 febbraio 1980 20ª giornata | Lecce                      | 0 – 0 | Palermo | Stadio Via del Mare\| Arbitro: \| Esposito (Torre del Greco) \| |
| Arbitro:                           | Esposito (Torre del Greco) |       |         |                                                                 |

| Arbitro: | Barbaresco (Cormons) |

|                 |           |  |
| De Stefanis 48’ | Marcatori |  |

| Matera 17 febbraio 1980 22ª giornata | Matera            | 0 – 0 | Palermo | Stadio XXI Settembre\| Arbitro: \| Pirandola (Lecce) \| |
| Arbitro:                             | Pirandola (Lecce) |       |         |                                                         |

| Parma 24 febbraio 1980 23ª giornata | Parma           | 1 – 0 | Palermo | Stadio Ennio Tardini\| Arbitro: \| Magni (Bergamo) \| |
| Arbitro:                            | Magni (Bergamo) |       |         |                                                       |

| Arbitro: | Bianciardi (Siena) |

|            |           |                          |
| Silipo 44’ | Marcatori | 37’ (rig.) F. Speggiorin |

| Arbitro: | Lattanzi (Roma) |

|            |           |  |
| Larini 63’ | Marcatori |  |

| Arbitro: | Vallesi (Pisa) |

|               |           |                             |
| Gibellini 74’ | Marcatori | 21’ A. Conte 82’ Montenegro |

| Arbitro: | Falzier (Treviso) |

|                |           |              |
| Montenegro 36’ | Marcatori | 62’ Bertuzzo |

| Arbitro: | Materassi (Firenze) |

|                        |           |  |
| Taddei 1’ Angeloni 22’ | Marcatori |  |

| Arbitro: | Facchin (Udine) |

|                 |           |  |
| De Stefanis 82’ | Marcatori |  |

| Arbitro: | Colasanti (Roma) |

|              |           |  |
| Mocellin 82’ | Marcatori |  |

| Palermo 20 aprile 1980 31ª giornata | Palermo          | 0 – 0 | Brescia | Stadio La Favorita\| Arbitro: \| Terpin (Trieste) \| |
| Arbitro:                            | Terpin (Trieste) |       |         |                                                      |

| Arbitro: | Parussini (Udine) |

|  |           |            |
|  | Marcatori | 52’ Quadri |

| Arbitro: | Falzier (Treviso) |

|                             |           |            |
| F. Vincenzi 23’ Monelli 60’ | Marcatori | 35’ Iozzia |

| Arbitro: | Barbaresco (Cormons) |

|              |           |  |
| Ammoniaci 6’ | Marcatori |  |

| Arbitro: | Paparesta (Bari) |

|               |           |  |
| Nicoletti 45’ | Marcatori |  |

| Arbitro: | Castaldi (Vasto) |

|                              |           |                |
| Montesano 41’ Montenegro 55’ | Marcatori | 28’, 60’ Boito |

| Arbitro: | Casarin (Milano) |

|               |           |               |
| Chiarenza 21’ | Marcatori | 53’ Ammoniaci |

| Arbitro: | Tonolini (Milano) |

|                                          |           |                |
| Borsellino 32’ Montenegro 46’ Larini 69’ | Marcatori | 29’ Antoniazzi |

### Coppa Italia

#### Secondo Girone
| Arbitro: | Reggiani (Bologna) |

|  |           |             |
|  | Marcatori | 62’ Pileggi |

| 26 agosto 1979 2ª giornata |  | – Turno riposo Palermo |  |  |

| Arbitro: | Tonolini (Milano) |

|             |           |              |
| Palanca 73’ | Marcatori | 54’ Bergossi |

| Parma 5 settembre 1979 4ª giornata | Parma             | 0 – 0 | Palermo | Stadio Ennio Tardini\| Arbitro: \| Parussini (Udine) \| |
| Arbitro:                           | Parussini (Udine) |       |         |                                                         |

| Arbitro: | Materassi (Firenze) |

|                                                     |           |  |
| De Stefanis 66’ Borsellino 74’ Montesano 83’ (rig.) | Marcatori |  |

## Statistiche

### Statistiche di squadra
| Competizione | Punti | In casa | In casa | In casa | In casa | In casa | In casa | In trasferta | In trasferta | In trasferta | In trasferta | In trasferta | In trasferta | Totale | Totale | Totale | Totale | Totale | Totale | DR |
| Competizione | Punti | G       | V       | N       | P       | Gf      | Gs      | G            | V            | N            | P            | Gf           | Gs           | G      | V      | N      | P      | Gf     | Gs     | DR |
| ------------ | ----- | ------- | ------- | ------- | ------- | ------- | ------- | ------------ | ------------ | ------------ | ------------ | ------------ | ------------ | ------ | ------ | ------ | ------ | ------ | ------ | -- |
| Serie B      | 38    | 19      | 8       | 9       | 2       | 21      | 11      | 19           | 4            | 5            | 10           | 14           | 21           | 38     | 12     | 14     | 12     | 35     | 32     | +3 |
| Coppa Italia | 4     | 2       | 1       | 0       | 1       | 3       | 1       | 2            | 0            | 2            | 0            | 1            | 1            | 4      | 1      | 2      | 1      | 4      | 2      | +2 |
| Totale       |       | 21      | 9       | 9       | 3       | 24      | 12      | 21           | 4            | 7            | 10           | 15           | 22           | 42     | 13     | 16     | 13     | 39     | 34     | +5 |

### Statistiche dei giocatori
| Giocatore      | Serie B  | Serie B | Serie B     | Serie B    | Coppa Italia | Coppa Italia | Coppa Italia | Coppa Italia | Totale   | Totale | Totale      | Totale     |
| Giocatore      | Presenze | Reti    | Ammonizioni | Espulsioni | Presenze     | Reti         | Ammonizioni  | Espulsioni   | Presenze | Reti   | Ammonizioni | Espulsioni |
| -------------- | -------- | ------- | ----------- | ---------- | ------------ | ------------ | ------------ | ------------ | -------- | ------ | ----------- | ---------- |
| P. Ammoniaci   | 36       | 2       | ?           | ?          | ?            | ?            | ?            | ?            | 36+      | 2+     | ?           | ?          |
| I. Arcoleo     | 36       | 0       | ?           | ?          | ?            | ?            | ?            | ?            | 36+      | 0+     | ?           | ?          |
| A. Bergossi    | 25       | 2       | ?           | ?          | ?            | ?            | ?            | ?            | 25+      | 2+     | ?           | ?          |
| P. Borsellino  | 28       | 2       | ?           | ?          | ?            | ?            | ?            | ?            | 28+      | 2+     | ?           | ?          |
| F. Brignani    | 16       | 0       | ?           | ?          | ?            | ?            | ?            | ?            | 16+      | 0+     | ?           | ?          |
| R. Casari      | 13       | -14     | ?           | ?          | ?            | ?            | ?            | ?            | 13+      | -14+   | ?           | ?          |
| A. Conte       | 20       | 2       | ?           | ?          | ?            | ?            | ?            | ?            | 20+      | 2+     | ?           | ?          |
| M. De Stefanis | 33       | 2       | ?           | ?          | ?            | ?            | ?            | ?            | 33+      | 2+     | ?           | ?          |
| M. Di Cicco    | 35       | 0       | ?           | ?          | ?            | ?            | ?            | ?            | 35+      | 0+     | ?           | ?          |
| L. Frison      | 25       | -18     | ?           | ?          | ?            | ?            | ?            | ?            | 25+      | -18+   | ?           | ?          |
| G. Gasperini   | 16       | 1       | ?           | ?          | ?            | ?            | ?            | ?            | 16+      | 1+     | ?           | ?          |
| V. Iozzia      | 20       | 1       | ?           | ?          | ?            | ?            | ?            | ?            | 20+      | 1+     | ?           | ?          |
| F. Larini      | 26       | 2       | ?           | ?          | ?            | ?            | ?            | ?            | 26+      | 2+     | ?           | ?          |
| G. Magherini   | 18       | 5       | ?           | ?          | ?            | ?            | ?            | ?            | 18+      | 5+     | ?           | ?          |
| R. Maritozzi   | 31       | 1       | ?           | ?          | ?            | ?            | ?            | ?            | 31+      | 1+     | ?           | ?          |
| G. Montenegro  | 13       | 4       | ?           | ?          | ?            | ?            | ?            | ?            | 13+      | 4+     | ?           | ?          |
| G. Montesano   | 30       | 5       | ?           | ?          | ?            | ?            | ?            | ?            | 30+      | 5+     | ?           | ?          |
| F. Silipo      | 22       | 6       | ?           | ?          | ?            | ?            | ?            | ?            | 22+      | 6+     | ?           | ?          |
| F. Vermiglio   | 10       | 0       | ?           | ?          | ?            | ?            | ?            | ?            | 10+      | 0+     | ?           | ?          |
| S. Zammitti    | 1        | 0       | ?           | ?          | ?            | ?            | ?            | ?            | 1+       | 0+     | ?           | ?          |